# 세르히이우카 미사일 공격

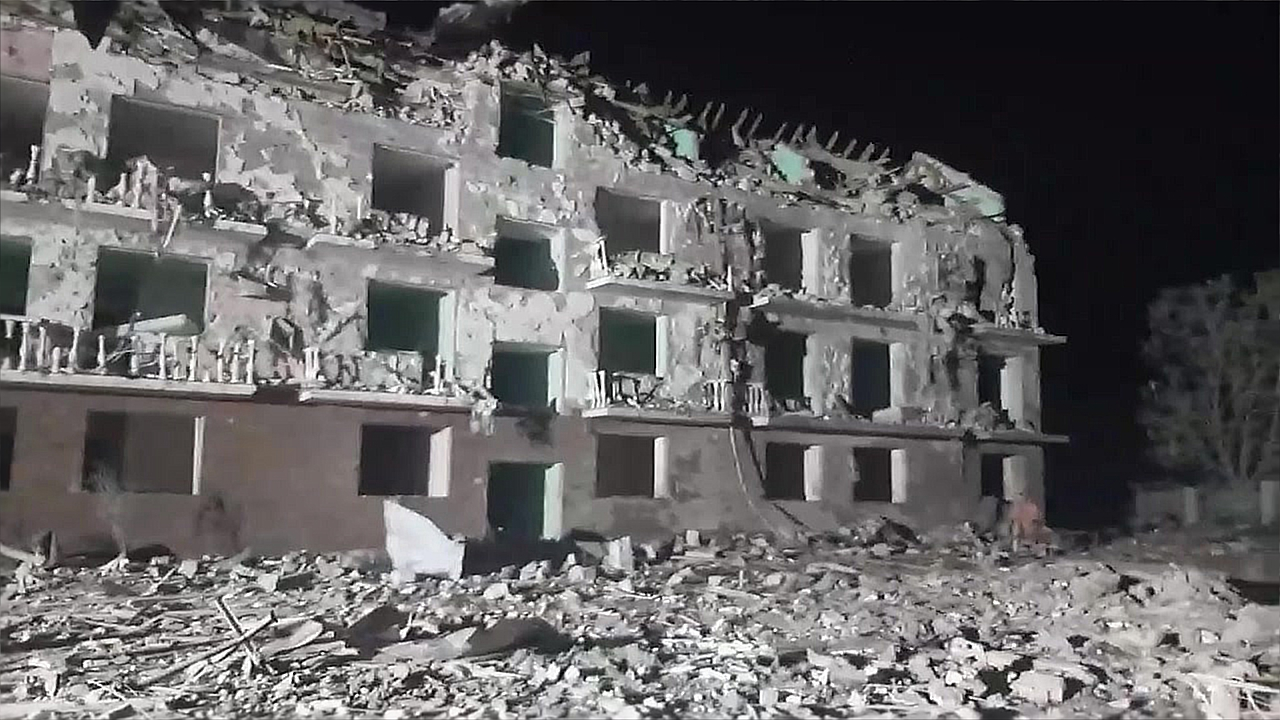
러시아 공군의 공격을 받은 레크리에이션 센터

2022년 7월 1일 오전 1시(UTC+3), 러시아 미사일 1발이 주거용 건물을 명중했으며, 미사일 2발이 오데사주 빌호로드드니스트로우스키 근교의 세르히이우카에 있는 레크리에이션 센터를 명중했다. 이 미사일 공격으로 만 12세 소년을 포함해 최소 21명이 사망했다. 이 사건에는 전쟁 범죄 흔적이 있으며, 사건 다음날인 7월 2일은 이 지역에서 애도의 날로 선포되었다.

## 사건 진행상황

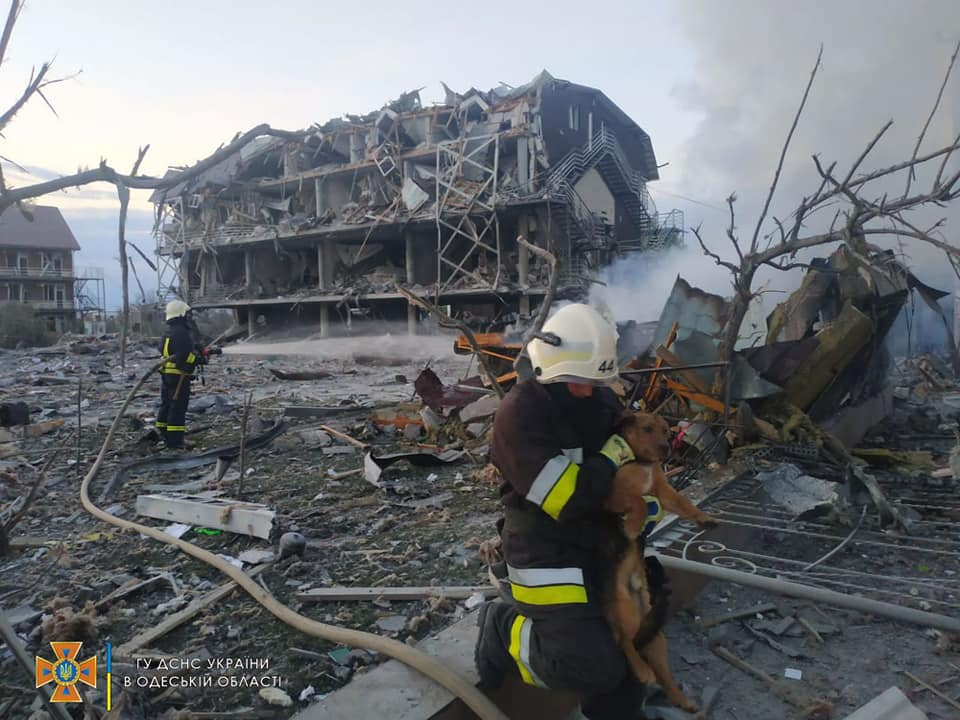
2022년 5월 9일, 빌호로드드니스트로우스키에 위치한 다른 우크라이나 레크리에이션 센터를 파괴한 러시아

예비 정보에 따르면, 러시아 공군 소속 Tu-22M3 항공기 3대가 볼고그라드주에서 크림반도까지 1,200 킬로미터 (750 mi)를 비행했으며, 빌호로드드니스트로우스키 지역 방향에서 Kh-22 미사일 3발 (항공 모함 파괴 목적)을 세르히이우카 마을 리조트에 발사했다.
로켓 1발이 9층 주거용 건물에 떨어져 한 구역이 완전히 파괴되었으며, 화재가 발생해 아파트 건물에서 부속 상점으로 번졌다.
두 번째 미사일은 빌호로드드니스트로우스키 지역의 레크리에이션 센터를 공격했다. 화재는 레크리에이션 센터에서 시작되지는 않았다.
이러한 공격으로 몰도바에서 운영하는 마을의 어린이 재활 센터가 타격을 입었다. 이 여파로 노동자 1명이 숨지고, 5명이 다쳤다.

## 피해자
예비 데이터에 따르면 최소 16명에 이르는 우크라이나 민간인이 주거용 건물에서, 최소 5명(만 12세 소년 포함)이 레크리에이션 센터에서 사망했다. 38명(어린이 6명 포함)이 부상을 입었으며, 사람들 뿐만 아니라 애완동물들도 목숨을 잃었다.

## 반응
7월 2일은 이 지역에서 애도의 날로 선포되었다. 몰도바 외교 및 유럽 통합부는 이 공격을 비난하고 몰도바 재활 센터가 입은 피해와 관련한 정보를 제공했다. 루마니아 역시 이 공격을 비난하고 루마니아 당국이 몰도바 동반자들과 접촉할 것이라고 말했다.
볼로디미르 젤렌스키 우크라이나 대통령은 러시아가 "일종의 실수가 아니라 의도적으로, 고의로 러시아식 테러를 목표로 한 행위"를 저질렀다고 비난했다. 젤렌스키는 최근에 벌어진 크레멘추크 쇼핑몰 공격에서 러시아군이 불필요하게 강력한 무기를 사용하여 평범한 민간인들이 있는 평범한 9층 건물을 공격했다고 규탄했다.
독일 정부는 미사일 공격을 전쟁범죄로 묘사했다 .
러시아 대통령실 대변인 드미트리 페스코프는 러시아가 우크라이나 민간인을 대상으로 공격하고 있다는 사실을 부인했으며, 표적 건물이 군사용으로 사용되었다고 말했다. 그러나 표적 건물이 군사용으로 사용되었다는 증거는 없다.